# Agave acklinicola
Agave acklinicola är en sparrisväxtart som beskrevs av William Trelease. Agave acklinicola ingår i släktet Agave och familjen sparrisväxter.
Artens utbredningsområde är Bahamas. Inga underarter finns listade i Catalogue of Life.